# محله الجهاد
محله الجهاد (به عربی: حي الجهاد) یکی از محله‌های عمدتاً شیعه‌نشین شهر بغداد می‌باشد.

## منبع
- مشارکت‌کنندگان ویکی‌پدیا. «Hayy Al-Jihad». در دانشنامهٔ ویکی‌پدیای انگلیسی، بازبینی‌شده در ۱۶ فروردین ۱۳۹۰.